# Église Notre-Dame-de-la-Consolation de Gênes
L'église Notre-Dame-de-la-Consolation de Gênes (en italien : chiesa della Consolazione) est l'un des principaux lieux de culte catholique de Gênes. Elle est située dans le quartier de San Vincenzo, dans la centrale Via XX Settembre. Elle fait partie du vicariat Carignano-Foce de l'archidiocèse de Gênes.

## Histoire
Après la démolition de leur couvent nécessité par le renforcement des murs de la ville, les Augustins obtinrent l'autorisation de la république de Gênes de construire un nouveau couvent à l'endroit où se trouve aujourd'hui l'église actuelle,. La construction a eu lieu de 1681 à 1706, mais l'église a été ouverte au culte dès 1693 sous le patronage des familles génoises Durazzo, Della Torre, Canevari et Lercari-Castiglione. En 1769, elle fut dotée d'une coupole conçue par Simone Cantoni. La façade a été construite en 1864,.
Au fil du temps, des œuvres d'art de l'ancien couvent et de diverses églises de Gênes supprimées ont été rassemblées dans l'église, mais les Augustins ont préféré consacrer les ressources disponibles à la construction d'un couvent qui avait également une fonction de référence culturelle plutôt qu'à l'embellissement de l'église. En effet, s'il existe peu d'œuvres d'art du XVIIIe siècle, commandées par les bienfaiteurs des familles susmentionnées, le couvent s'étendait sur une superficie de 10 000 m2 et comptait quatre étages, dont l'un était occupé par la bibliothèque.
Un grand cloître du XVIIIe siècle, resté inachevé, fut également commencé mais jamais terminé et, vers la fin du XIXe siècle, il devint le siège du Marché Oriental de la via XX Settembre, tel qu'il existe encore aujourd'hui. Du cloître original, le marché comprend les colonnades des côtés face à l'église et vers via XX Settembre ainsi que le portail fermé sur la petite place menant au marché de via Galata, tandis que les deux autres côtés ont été achevés lors de la construction du marché oriental.
Tout au long du XIXe siècle, la décoration de l'église fut complétée par Michele Canzio, Giuseppe Isola, Giuseppe Paganelli, Giovanni Quinzio et Francesco Semino.
Le bâtiment fut officiellement consacré en 1875 par l'archevêque de Pise, Paolo Micallef. Après 1875, de nouveaux cycles de fresques furent créés à l'intérieur de l'église.

## Description

### Extérieur

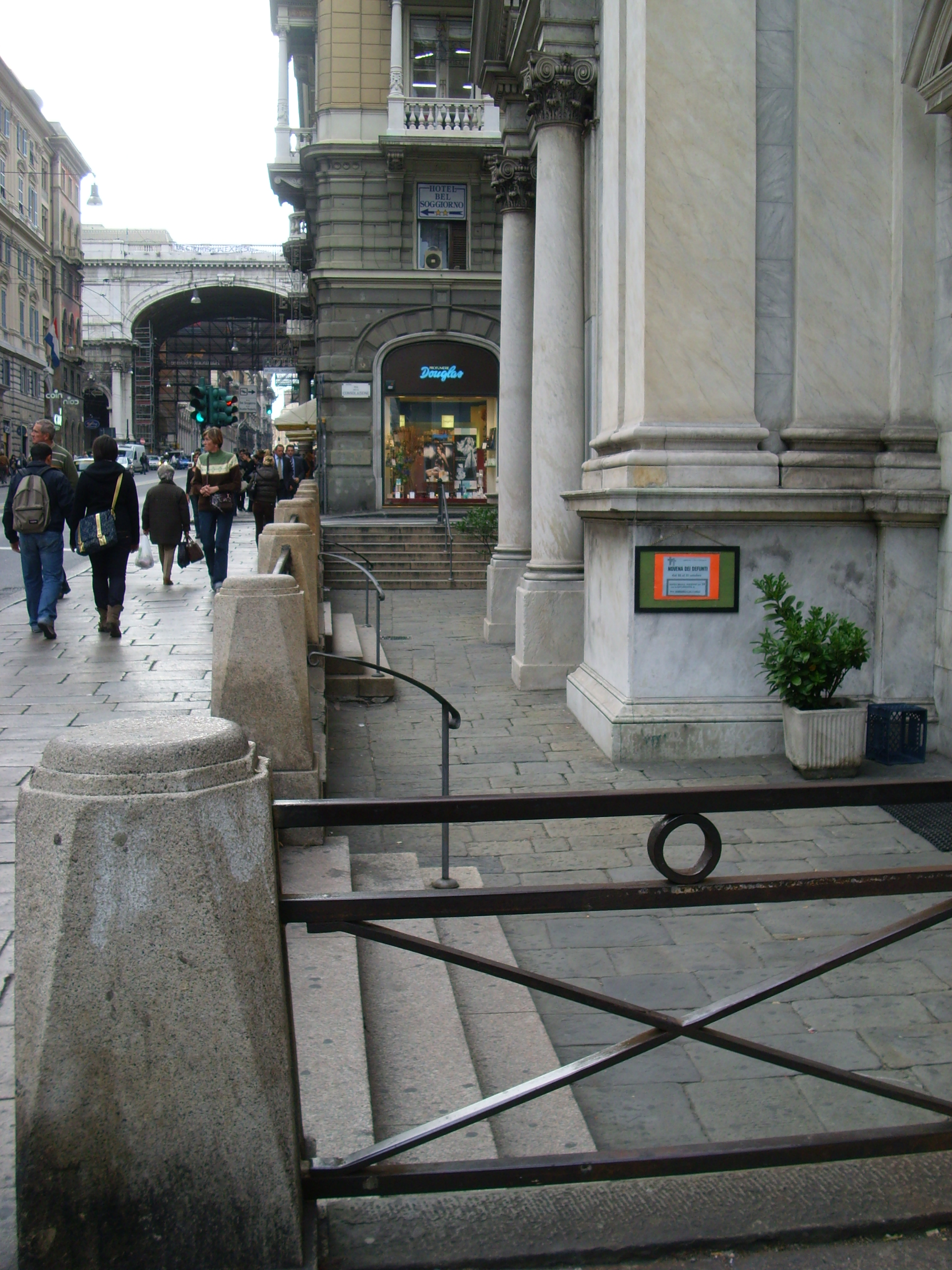
L'entrée de l'église ; l'image met en évidence l'entrée située à un niveau inférieur au niveau de la rue de via XX Settembre.

La façade baroque n'a été achevée qu'en 1864. Sur le portail d'entrée principal se trouve une copie d'une statue en marbre du XVIe siècle représentant la Vierge à l'Enfant. L'original, provenant de l'église d'Artoria, considérablement endommagée par la guerre, est aujourd'hui conservé à l'intérieur de l'église.
Les portails d'entrée se trouvent aujourd'hui à un niveau plus bas que le niveau de la rue, car la via XX Settembre, ouverte dans la dernière décennie du XIXe siècle, a été construite à un niveau plus élevé que l'ancienne via della Consolazione, sur laquelle se trouvait l'entrée de l'église,,.

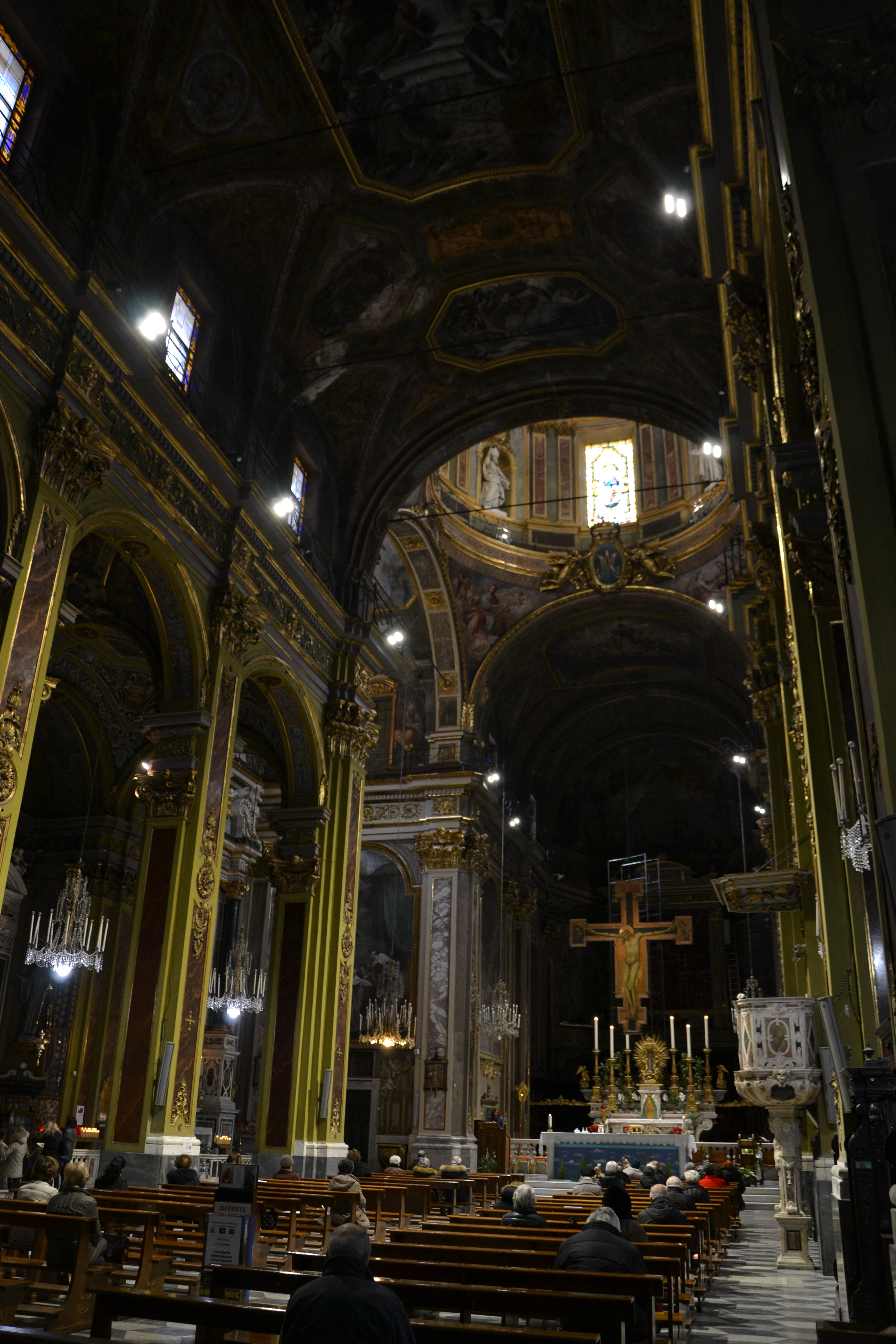
L'intérieur de l'église.

L'église comporte trois nefs, séparées par des piliers quadrangulaires. Au-dessus de l'maître-autel est suspendu un grand crucifix sur panneau (environ 5 × 4 m), provenant probablement de l'église Sant'Agostino de Sarzano, peint vers 1350 par un élève inconnu de Pietro Lorenzetti, cité comme le Maître de Santa Maria di Castello, pour un autre panneau conservé dans cette église.
La voûte de la nef centrale et la contre-façade ont été peintes à fresque en 1874 par Giuseppe Isola (Visions de l'Apocalypse, Gloire de Notre-Dame de Consolation et Judith revenant triomphante à Betulia), tandis que les fresques des nefs latérales sont l'œuvre de Giovanni Quinzio,.
Dans le presbytère se trouve un fragment de mur avec une petite fresque en clair-obscur représentant la Déposition, attribuée à Perin del Vaga et provenant de la sacristie de l'ancienne église d'Artoria. Les murs du presbytère ont été peints à fresque par Cesare Maccari (1889).
Dans l'abside, dont la voûte a été peinte à fresque en 1825 par Filippo Alessio se trouve le chœur, avec des stalles en bois élaborées du XVIIIe siècle.

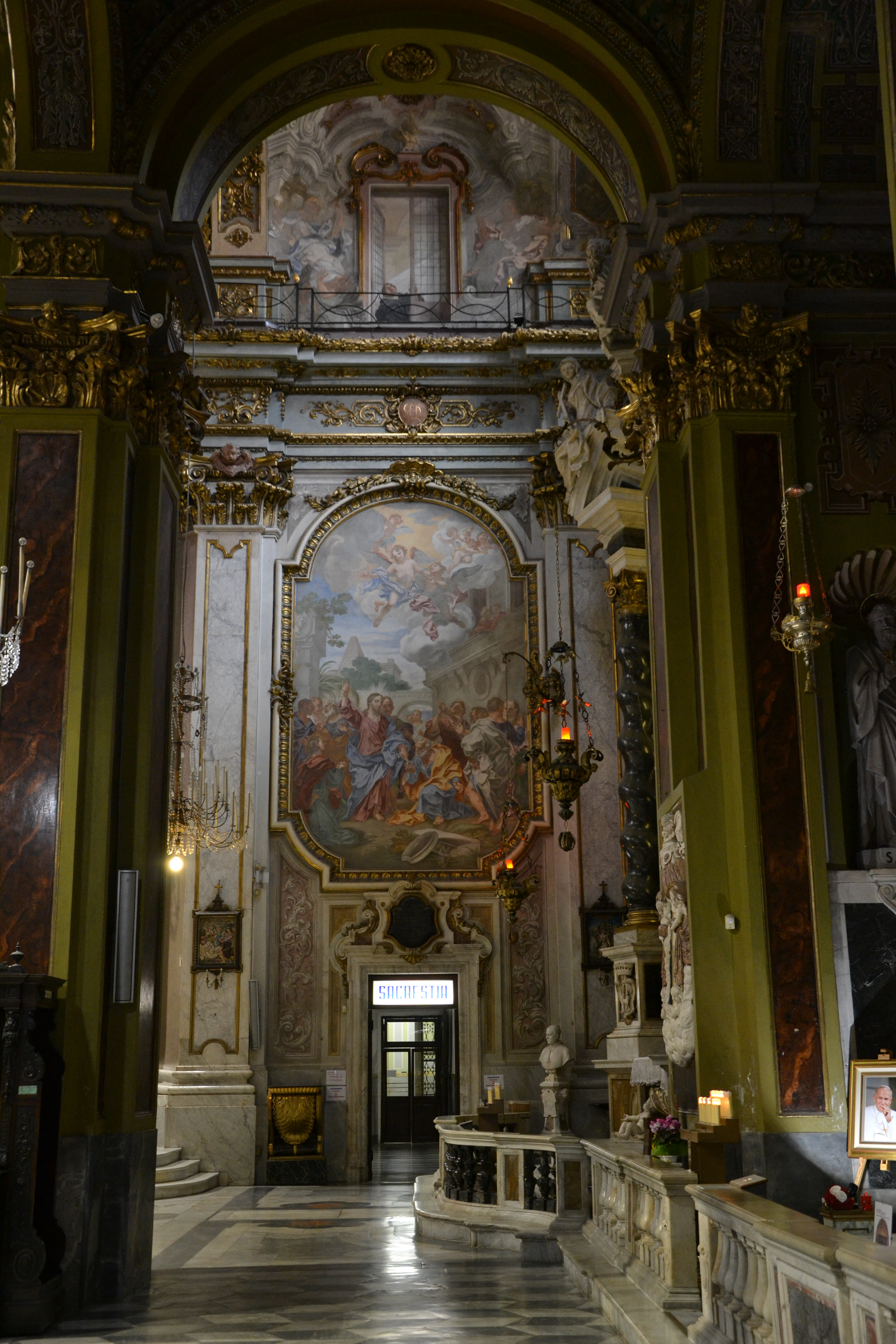
Paolo Gerolamo Piola, Saint Pierre recevant les clés de Jésus.

### Orgue à tuyaux
Sur la grande tribune du chœur de l'abside se trouve l'orgue à tuyaux Giacomo Locatelli opus 48, construit en 1880 et restauré par la société Mascioni en 1975.

### Réfectoire
Une remarquable collection de peintures est conservée dans le réfectoire du couvent.